# Radio Vigor FM
Radio Vigor FM – stacja radiowa nadająca sygnał ze Słupska, obejmująca swym zasięgiem Pomorze Środkowe. Stacja działała od 19 lutego 1993 do 23 czerwca 2006, kiedy to, po kilkumiesięcznym "okresie przejściowym", zostało zastąpione przez RMF Maxxx Pomorze.
Pomysłodawcą i autorem brzmienia radia był prezes Piotr Gackowski. Vigor FM nadawało w Słupsku (91,5 MHz), Lęborku (102,9 MHz) i Koszalinie (99,7 MHz). Do grudnia 2005 było niezależne. Pod koniec 2005 większość udziałów wykupiła spółka Multimedia.
Radio Vigor FM szczyciło się dużą popularnością wśród mieszkańców Pomorza. Słuchalność w Słupsku i Lęborku dochodziła do 25% udziału w rynku. Najsłynniejszymi programami stacji były: "Lista +/- (prowadzona przez Przemka Grabowskiego, później przez Kamila Gierczaka vel Los Kamilos, a na koniec przez DJ Greena-Pawła Zgondka)" oraz "Radiowa Lista Dance" (prowadzona przez Przemka Grabowskiego i Kamila Gierczaka), Lista Vinyl Charts Polska; właśnie podczas nich najwięcej słuchaczy zasiadało przed odbiornikami. Radio Vigor FM jako jedna z zaledwie trzech rozgłośni w Europie dostawało co roku zezwolenie na transmisje niemieckiego Mayday w Dortmundzie. Była to jedna z najbardziej kontrowersyjnych i niekonwencjonalnych rozgłośni w Polsce. Jednym z ostatnich "wariactw" było rozpalenie grilla w studiu radiowym przez Przemka Grabowskiego i Los Kamilosa. Radio Vigor FM było adresowane do wszystkich, grało energetyczną muzykę różnych gatunków, poczynając od rocka, a kończąc na techno. Slogan radia Vigor FM był kilkakrotnie zmieniany, lecz w pamięci słuchaczy zapadło hasło "Najbardziej energetyczne radio na Pomorzu".
Prezenterzy Vigor FM, po przejęciu stacji, dołączyli na stałe do zespołu RMF Maxxx i można ich usłyszeć w programie sieciowym. Zmiana nazwy nastąpiła 23 czerwca 2006 o godzinie 17:00. RMF Maxxx Pomorze, jako pierwsza stacja sieci otrzymała częściową niezależność. Podczas lata 2006 w godzinach 10.00-15.00 od poniedziałku do piątku audycje prowadził Kamil Gierczak (radiowy Los Kamilos) z dawnego Vigor FM, nie jak w reszcie sieci – Monika Selimi.

## Reaktywacja – Radio SMS
Nieformalną kontynuacją Radia Vigor FM miała być tworzona nie tylko przez prezenterów byłej rozgłośni – Super Muzyczna Stacja "Radio SMS", nadająca w Internecie. Od września 2007 można było słuchać emisji testowej. 29 stycznia 2008 została uruchomiona strona internetowa stacji.